# Hymenoxys anthemoides
Hymenoxys anthemoides là một loài thực vật có hoa trong họ Cúc. Loài này được (Juss.) Cass. ex DC. mô tả khoa học đầu tiên năm 1836.